# Chione di Eraclea
Chione (in greco antico: Χίων?, Chíōn; fl. IV secolo a.C.) è stato un filosofo greco antico. 
Figlio di Matris, nobile cittadino di Eraclea in Bitinia, fu un discepolo di Platone.

## Biografia
Insieme a Leone, Eusenone e altri giovani di famiglie nobili, prese parte a una congiura il cui scopo era assassinare Clearco, il tiranno di Eraclea (353 a.C.). La maggior parte dei cospiratori furono uccisi dalle guardie del corpo del tiranno, altri furono messi a morte in seguito, dopo essere stati torturati. Il governo della città passò al fratello di Clearco, Satiro, che è generalmente considerato un tiranno peggiore di Clearco.

## LeLettere di Chione
A Chione è attribuito un corpus di diciassette lettere, che tuttavia sono senza dubbio spurie; l'autore è, probabilmente, uno dei platonici successivi, la cui intenzione era quella di scrivere un romanzo epistolare basato sulla vita di Chione. Si presume generalmente che siano state scritte nel I o II secolo dell'era cristiana. Furono stampate prima in greco nella collezione Aldina di Epistulae Graecae (Venezia 1499), poi in greco e latino, nella ristampa del 1606 di quella collezione. La prima edizione separata fu di Johannes Caselius (Rostock 1583); ne venne pubblicata anche una traduzione latina, nello stesso volume. Un'edizione ampliata del testo greco, basata su una nuova recensione di alcuni manoscritti della collezione medicea, con note e indici, fu pubblicata da J. T. Coberus (Lipsia e Dresda 1765). La migliore edizione, contenente tutto ciò che è prezioso nelle precedenti, è quella di Johann Conrad Orelli nello stesso volume con la sua edizione di Memnone (Lipsia 1816). Contiene il testo greco, la versione latina di Caselius, l'introduzione di Andreas Gottlieb Hoffmann, la prefazione di Coberus e le note di Coberus, Hoffmann e Orelli. Fu tradotto per la prima volta in inglese da Ingemar Düring ( Göteborg, 1951).